# Opleidingsschip

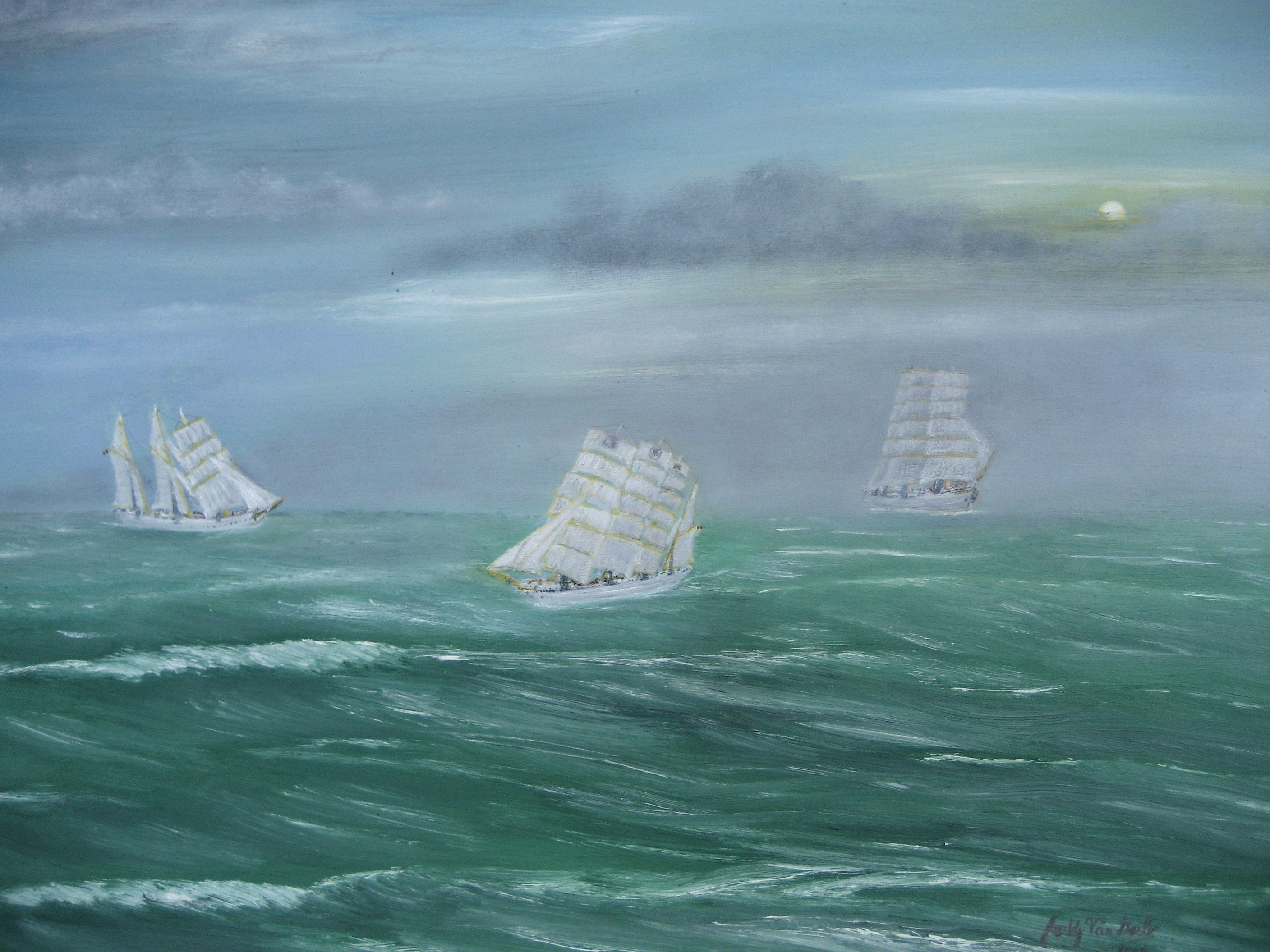
Freddy Van Daele's schilderij van drie belgische opleidingsschepen: van rechts naar links= Comte de Smet de Naeyer, L'Avenir en Mercator.

Een opleidingsschip of schoolschip wordt gebruikt om cadetten of toekomstige zeevarenden op te leiden. De leerlingen moeten er hun theoretische kennis omzetten in praktijk.
Een opleidingsschip is jarenlang een essentieel onderdeel geweest voor de maritieme opleiding. Dit is nog steeds het geval maar er wordt tegenwoordig ook veel gebruikgemaakt van simulators. In de plaats van een eigen opleidingsschip kunnen rederijen ook aangesproken worden om een aantal studenten mee aan boord te nemen voor opleiding. In de militaire wereld worden schoolschepen over heel de wereld nog frequent gebruikt.

## België
Het laatste schoolschip in België voor de toenmalige koopvaardijofficieren was de Mercator. Deze werd in 1960 uit de vaart genomen en wordt nu gebruikt als museumschip in Oostende.

## Nederland
- Zeevaart
  - de Eendracht van de Stichting Het Zeilend Zeeschip
  - de Urania van de Koninklijke Marine
  - de Delfshaven van het Haven en Transport College
- Binnenvaart
  - de Prinses Beatrix van het STC-Group|Haven en Transport College
  - de Prinses Christina van het STC-Group|Haven en Transport College
  - de STC-Albatros van het STC-Group|Haven en Transport College